# 다이아몬드 버진
《다이아몬드 버진》(ダイヤモンドヴァージン, 다이야몬도 바진)은 2005년 5월 18일에 발매된 Janne Da Arc의 24번째 싱글이다.
6집 정규앨범『JOKER』에 수록된 마지막 싱글이기도 하다. (그 이후 振り向けば… 같은 싱글들이 발매)
ダイヤモンドヴァ-ジン의 커플링곡인 湖 (미즈우미, 호수)도 모두 보컬인 yasu가 작사,작곡하였다.

## 수록곡
1. ダイヤモンドヴァージン (작사·작곡 : yasu)
2. 湖 (작사·작곡 : yasu)